# Lophocampa debilis
Lophocampa debilis är en fjärilsart som beskrevs av William Schaus 1920. Lophocampa debilis ingår i släktet Lophocampa och familjen björnspinnare. Inga underarter finns listade i Catalogue of Life.